# Бідерман і палії
«Пан Бідерман і палії» (нім. Biedermann und die Brandstifter) — п'єса швейцарського прозаїка та драматурга Макса Фріша, яка вийшла друком 1953 року, була однією з найгостріших політичних комедій Фріша. Спочатку була написана як радіоп'єса, для телебачення та театру була адаптована 1958 року.

## Сюжет
Дія цієї чорної комедії відбувається в місті, яке весь час піддається атакам паліїв. Під виглядом торговців вони потрапляють до людських осель і займають горища, звідки й починають спалювати будинок.
Написана в післявоєнні роки (Друга світова війна) п'єса показує, як «нормальні» громадяни можуть долучитися до злочинності (у творі застосовується метафоричне зображення нацизму та комунізму). Головний персонаж, бізнесмен на ім'я Бідерман, на початку п'єси читає газетне повідомлення про підпали й переконує себе, що з ним такого ніколи не трапиться. Через кілька хвилин приходить перший «торговець» (Шміц), який шляхом поєднання залякувань та запевнень торує собі шлях до ночівлі на горищі.
Коли закінчується перша пригода, з'являється другий палій (Айзенрінґ) і, поки Бідерман намагається зробити хоч щось, аби спротивитися йому, його горище вже завалено каністрами бензину. Виходить навіть так, що сам Бідерман допомагає паліям, відмовляючись вірити у весь той жах, який відбувається. Незабаром він стає співучасником власного падіння.
Під час п'єси виступає хор «пожежників» у стилі грецьких трагедій; все більш наростаючий сюрреалістичний хід твору завершується останнім актом, коли Бідерман та його дружина Бабетт опиняються біля воріт пекла. Тут вони знову зустрічаються зі Шміцом та Айзенрінґом, які виявляються Вельзевулом та Дияволом відповідно.
Прізвище Бідерман будується на грі слів. Німецьке слово «bieder» означає звичайний, консервативний, гідний, вертикальний і часто застосовується в принизливому або іронічному контексті. Таким чином, похідну прізвища, der biedere Mann, можна перекласти як «гідна людина».
Тож, ми бачимо, як власник невеликого парфумерного закладу, переймаючись за власне життя, спочатку пускає до власного помешкання злодіїв, які збираються підпалити місто (при цьому він переконує себе, що вони є мирними людьми, хоча й принесли на його горище каністри з бензином), а потім дає їм в руки сірники. Хор пожежників, що іронічно вподібнюється до хору античної трагедії, урочисто закликає Бідермана до уважності. Але звичайну людину не втримати ніякими сентенціями, коли на карту поставлено власну безпеку, навіть якщо вона купується ціною загибелі інших; ціною, над якою сама вона, швидше за все, навіть не замислюється.